# Сухий Домб (гміна)
Гміна Сухий Домб (пол. Gmina Suchy Dąb) — сільська гміна у північній Польщі. Належить до Ґданського повіту Поморського воєводства.
Станом на 31 грудня 2011 у гміні проживало 4148 осіб.

## Територія
Згідно з даними за 2007 рік площа гміни становила 84.98 км², у тому числі:
- орні землі: 85.00%
- ліси: 0.00%

Таким чином, площа гміни становить 10.71% площі повіту.

## Населення
Станом на 31 грудня 2011:
| Опис     | Загалом | Загалом | Чоловіки | Чоловіки | Жінки | Жінки |
| -------- | ------- | ------- | -------- | -------- | ----- | ----- |
| одиниця  | осіб    | %       | осіб     | %        | осіб  | %     |
| все      | 4148    | 100     | 2133     | 51.42    | 2015  | 48.58 |
| міське   | 0       | 100     | 0        |          | 0     |       |
| сільське | 4148    | 100     | 2133     | 51.42    | 2015  | 48.58 |

## Сусідні гміни
Гміна Сухий Домб межує з такими гмінами: Ліхнови, Осташево, Прущ-Ґданський, Пщулкі, Тчев, Цедри-Вельке.